# Villa troglodyta
Villa troglodyta är en tvåvingeart som först beskrevs av Fabricius 1775.  Villa troglodyta ingår i släktet Villa och familjen svävflugor. Inga underarter finns listade i Catalogue of Life.